# Deimantas Petravičius
Deimantas Petravičius (ur. 2 września 1995 w Wilnie) – litewski piłkarz występujący na pozycji pomocnika w hiszpańskim klubie Águilas FC  oraz w reprezentacji Litwy. Wychowanek Nottingham Forest, w swojej karierze grał także w Stevenage.